# Zawada (góra)

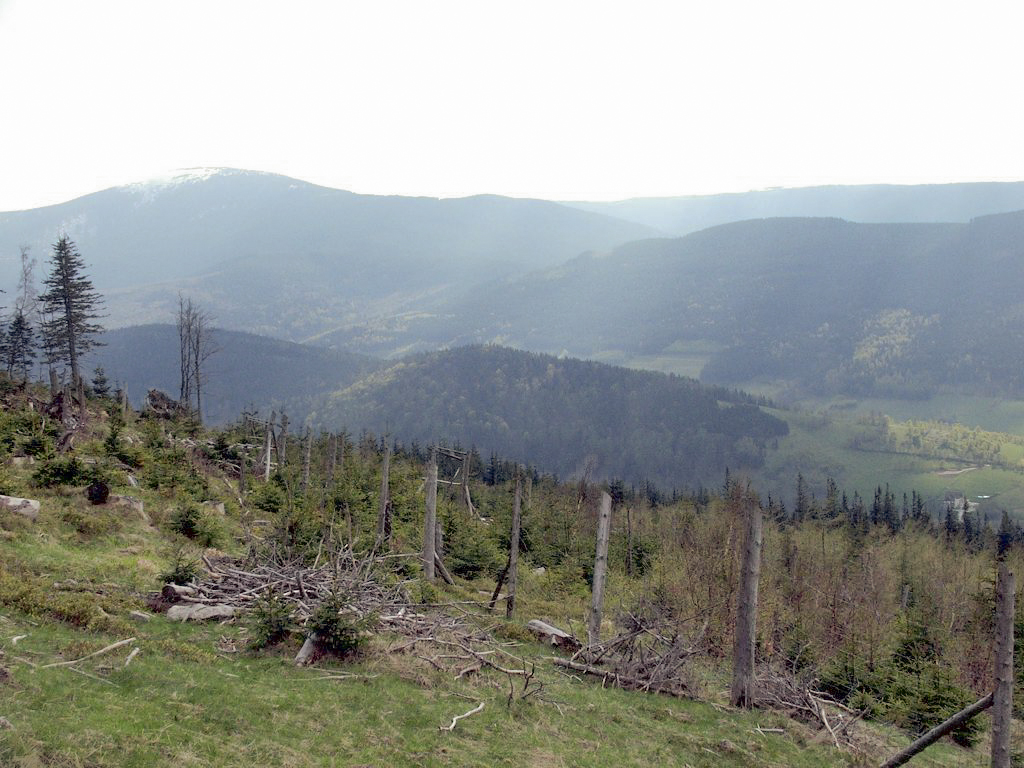
Zawada (w dole) widziana z Suszycy. Widoczny jest dwuwierzchołkowy układ masywu. Powyżej Śnieżnik z lewej i Młyńsko po prawej

Zawada – dwuwierzchołkowy grzbiet ze szczytami na wysokości 808 i 778 m n.p.m. znajdujący się w Masywie Śnieżnika w Sudetach w pobliżu wsi Kamienica, Bolesławów i Nowa Morawa.

## Geografia, geologia i przyroda
Grzbiet Zawady wciska się w widły rzeki Morawki i jej lewego dopływu Kamienicy, stanowiąc najbardziej na wschód wysunięte ramię Śnieżnika. Od południa poprzez Przełęcz Staromorawską odchodzi od Rykowiska. Wyższy, południowy szczyt nosi nazwę Stroma (808 m), północny to Skalista Kopa (778 m). Wypłaszczenie pod szczytem na północy nosi nazwę Góra Oliwna (647 m).
Zbudowana jest z łupków metamorficznych i gnejsów. Grzbiet i szczyty porasta świerkowy las regla dolnego, skrajem którego przebiega granica Śnieznickiego Parku Krajobrazowego. Poniżej lasów łąki, z których roztacza się widok na Masyw Śnieżnika i Góry Bialskie oraz panorama Bolesławowa.

## Turystyka

### Szlaki piesze
Przez Zawadę przebiegają dwie nitki żółtego, pieszego szlaku turystycznego pełniącego rolę łącznika z Bolesławowa:
- nitka zachodnia biegnąca doliną rzeki Kamienicy do wschodniego grzbietu Śnieżnika przez Głęboką Jamę na Dziczy Grzbiet,
- nitka wschodnia biegnąca grzbietem Zawady i dalej Drogą Staromorawską do Przełęczy Płoszczyna

 Od południa, przez Przełęcz Staromorawską przechodzi niebieski szlak turystyczny E3 ze Starego Gierałtowa do schroniska PTTK "Na Śnieżniku".

### Wyciągi narciarskie
Na stokach Zawady wybudowane są dwa wyciągi narciarskie:
- Stacja Narciarska Kamienica – duży kompleks wyciągów i tras zjazdowych w pobliżu kulminacji Góry Oliwnej przebiegający na dwa przeciwległe stoki góry ponad wsią Kamienica i Bolesławów[3].
  - 5 wyciągów, maks. różnica poziomów 104 m,
  - 5 nartostrad o łącznej długości 1500 m,
  - oświetlenie, ratrak, karnety, sztuczne dośnieżane, parkingi, duże zaplecze gastronomiczne, wypożyczanie i stacja GOPR.
- Wyciąg Narciarski Nowa Morawa – pojedynczy wyciąg orczykowy na wschodnim stoku Zawady, przy kulminacji Stroma, ponad wsią Nowa Morawa[4].
  - długość 410 m, różnica poziomów 98 m,
  - stacja dolna na wysokości 625 m n.p.m., górna 733 m n.p.m.,
  - stok tuż przy wyciągu, oświetlenie, ratrak, bezpłatny parking, instruktorzy, wypożyczalnia nart i snowboardu, fastfoody.